# تیسابورا
تیسابورا (به مجاری:  Tiszabura) یک منطقهٔ مسکونی در مجارستان است که در ناحیه کون‌هدیش واقع شده‌است. تیسابورا ۴۵٫۲ کیلومتر مربع مساحت و ۲٬۹۷۲ نفر جمعیت دارد.